# AKQA
AKQAは、アメリカ サンフランシスコに本社を置く国際的な広告代理店である。